# Johann Ludwig Burckhardt
Johann Ludwig Burckhardt, známý též jako Ibrāhīm Ibn ʿabd Allāh (24. listopadu 1784, Lausanne – 15. října 1817, Káhira) byl švýcarský cestovatel, geograf a orientalista, který pro Evropu objevil skalní město Petra v Jordánsku.

## Život
Narodil se v bohaté rodině obchodníků s hedvábím a studoval na univerzitách v Lipsku a v Göttingenu. Roku 1806 se vydal do Anglie a našel zaměstnání v Africké společnosti, která chystala výpravu k pramenům řeky Niger. Jako přípravu na cestu začal studovat arabštinu na univerzitě v Cambridge, začal se po arabsku oblékat a není jasné, zda přijal také islám. Roku 1809 odplul do Aleppa v Sýrii a chystal se na cestu do Káhiry. Aby skryl svou evropskou identitu, užíval jméno Ibrahim Ibn abd'allah. Podnikl řadu cest po Sýrii, Libanonu, Palestině a Zajordánsku, přestrojen za chudého Araba. Přitom objevil první luvijské hieroglyfy, zprvu mylně pokládané za chetitské.
Proslul jako objevitel dobře utajeného skalního města a chrámu Al-Chazneh ve starověkém městě Petra v Jordánsku, které bylo takřka tisíc let zapomenuto (1812). Když po velkých útrapách dorazil do Káhiry, musel čekat na příležitost dostat se odtud do Timbuktu. Podnikl plavbu po Nilu, kde jako první moderní Evropan spatřil chrám Abú Simbel v Egyptě (1813). Francouzsky napsal několik cestopisů po Blízkém východě, ale karavany napříč Saharou se nedočkal a zemřel na úplavici.